# Haftorá

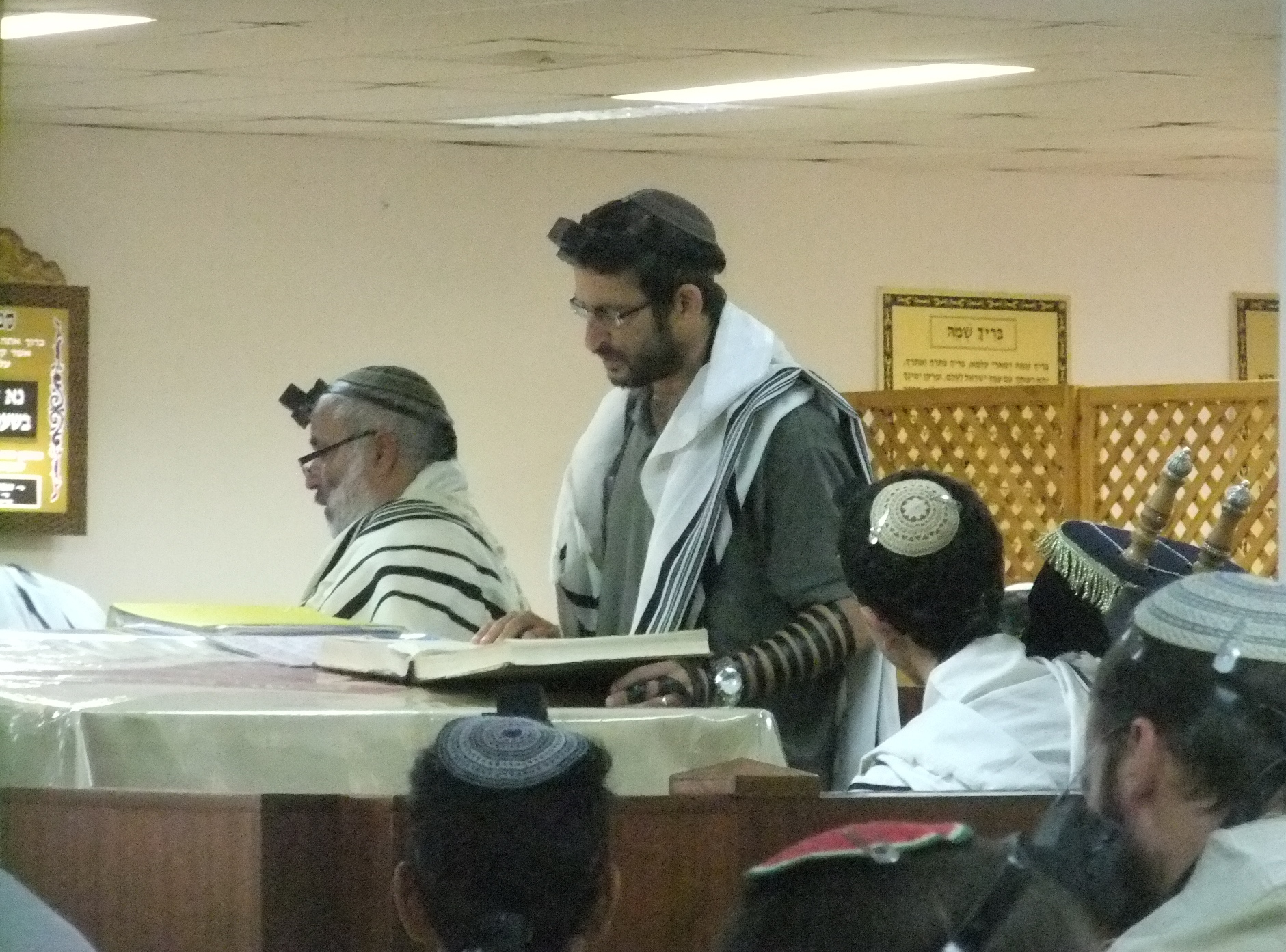
Lendo a haftorá – O leitor está lendo a haftorá da Bíblia aberta em Isaías. O rolo da Torá é colocado à direita.

Haftorá ou haftará (em hebraico הפטרה‎; "separação", "tomar licença", plural haftarot ou haftorás — apesar das semelhanças ela não está relacionada com a palavra Torá) é uma série de seleções dos livros dos Neviim ("Profetas") da Bíblia Hebraica (Tanakh) que é lido publicamente na sinagoga como parte da prática religiosa judaica. A leitura da haftará segue a leitura da Torá em cada shabat e nos festivais judaicos e dias de jejum. Normalmente, a haftará é tematicamente ligada à parashá (porção da Torá) que a precede. A haftará é entoada em um canto (conhecido como "trop" em idish ou "Cantilação" em Português). Bençãos relacionadas precedem e seguem a leitura da haftará.

## Origens
O costume da leitura das haftarot tem origens desconhecidas. A maioria dos estudiosos defende que se trate de uma prática originária dos tempos de Antíoco IV Epifânio que ao proibir a leitura da Torá encontraram na leitura dos Neviim um substituto para burlar esta lei.
Outras explicações foram oferecidas. Os rabinos Reuven Margolies e Samson Raphael Hirsch defenderam que a haftará foi instituída como uma maneira de combater a influência de seitas como os samaritanos que defendiam o uso apenas da Torá.